# Oppsal IF
Oppsal Idrettsforening eller Oppsal IF er en norsk håndboldklub, hjemmehørende i Oslo, Norge.

## Team
Spillere i sæsonen 2016/17
| Målvogtere - 01 Thea Granlund - 12 Marie Tømmerbakke - 16 Catharina Fiskarstrand Fløjspillere RW - 06 Malin Aune - 32 Mariann Gabrielsen LW - 07 June Bøttger - 08 Synne Myhre - 09 Anne Kjersti Suvdal - 17 Jana Birley - 19 Emilie Løkting Johansen Stregspillere - 11 Susann Iren Hall - 18 Marie Lystad - 23 Kristin Halvorsen | Bagspillere - 05 Hanne Sofie Wilberg - 10 Tina Camilla Magnus - 14 Ricke Bøttger - 15 Rebecca Steinheim - 17 Helene Bakken Rontén - 20 Karoline Borg - 24 Marte Jonstad Røkke - 30 Frida Nåmo Rønning - 33 Guro Nestaker - 77 Christine Homme |

### Tranfers 2017/18
| Tilgange | Afgange - Malin Aune (RW) (til Vipers Kristiansand) - Anne Kjersti Suvdal (LW) (til Storhamar IL) - Marie Tømmerbakke (GK) (til København Håndbold) - June Bøttger (LW) (til Aarhus United) |

### Technical staff
- Cheftræner: Børge Brown
- Assistent træner: Roger Gabrielsen